# Hellelujah
Hellelujah es el sexto álbum de estudio de la banda estadounidense de rock Drowning Pool. Fue lanzado el 5 de febrero de 2016 a través del sello Entertainment One Music.

## Lista de canciones
Todas las canciones escritas y compuestas por Drowning Pool. 
| N.º   | Título              | Duración |  |
| 1.    | «Push»              | 3:13     |  |
| 2.    | «By the Blood»      | 3:27     |  |
| 3.    | «Drop»              | 3:41     |  |
| 4.    | «Hell to Pay»       | 4:01     |  |
| 5.    | «We Are the Devil»  | 4:05     |  |
| 6.    | «Snake Chamber»     | 3:47     |  |
| 7.    | «My Own War»        | 3:33     |  |
| 8.    | «Goddman Vultures»  | 3:53     |  |
| 9.    | «Another Name»      | 3:41     |  |
| 10.   | «Sympathy Depleted» | 3:31     |  |
| 11.   | «Stomping Ground»   | 3:40     |  |
| 12.   | «Meet to Play»      | 4:00     |  |
| 13.   | «All Saints Day»    | 4:19     |  |
| 48:51 |                     |          |  |

- Datos: Q22264939